# 6406 Mikejura
A 6406 Mikejura (ideiglenes jelöléssel (6406) 1992 MJ) a Naprendszer kisbolygóövében található aszteroida. Henry Holt fedezte fel 1992. június 28-án.